# Tschechische Davis-Cup-Mannschaft
Die tschechische Davis-Cup-Mannschaft ist die Tennisnationalmannschaft Tschechiens. Der Davis Cup ist der wichtigste Wettbewerb für Nationalmannschaften im Herren-Tennis, analog zum Fed Cup bei den Damen.

## Geschichte
Von 1921 bis 1993 (mit der Ausnahme der Kriegsjahren) nahmen die tschechischen Spieler am Davis Cup als Mannschaft der Tschechoslowakei teil (nur Ladislav Hecht in der ersten Tschechoslowakei und der Slowake mit tschechischen Nachnamen Miloslav Mečíř spielten öfter in der Mannschaft), ehe es ein eigenständiges tschechisches Team gab. Zweimal erreichte das damalige tschechoslowakische Team mit nur tschechischen Spielern das Finale: Während man 1975 noch gegen Schweden mit 2:3 unterlag, gewann die Mannschaft 1980 in Prag ihren einzigen Titel gegen Italien mit 4:1. Unter der tschechischen Flagge konnte die Mannschaft dann erstmals 2009 ins Finale einziehen, unterlag jedoch Spanien mit 0:5. Drei Jahre später, 2012, gelang der Mannschaft auf heimischem Boden in Prag die Revanche: Mit 3:2 wurden die Spanier besiegt, womit die Mannschaft zum zweiten Mal insgesamt und zum ersten Mal als Tschechien den Davis Cup gewann. 2013 gelang der Mannschaft die erfolgreiche Titelverteidigung. Im Endspiel besiegte sie Serbien mit 3:2.
Bester Spieler der Mannschaft ist der dreifache Grand-Slam-Gewinner aus den 1970er Jahren, Jan Kodeš, der in 15 Jahren insgesamt 60 Siege feierte.

## Finalteilnahmen
Die Ergebnisse der Finalteilnahmen werden aus tschechischer Sicht angegeben.
| Jahr  | Finalort  | Finalgegner | Ergebnis |
| ----- | --------- | ----------- | -------- |
| 1975* | Stockholm | Schweden    | 2:3      |
| 1980* | Prag      | Italien     | 4:1      |
| 2009  | Barcelona | Spanien     | 0:5      |
| 2012  | Prag      | Spanien     | 3:2      |
| 2013  | Belgrad   | Serbien     | 3:2      |

* als Tschechoslowakei